# Dzwonkówka gromadna
Dzwonkówka gromadna (Entoloma sodale Kühner & Romagn. ex Noordel.) – gatunek grzybów z rodziny dzwonkówkowatych (Entolomataceae).

## Systematyka i nazewnictwo
Pozycja w klasyfikacji według Index Fungorum: Entoloma, Entolomataceae, Agaricales, Agaricomycetidae, Agaricomycetes, Agaricomycotina, Basidiomycota, Fungi.
Synonimy:
- Leptonia sodalis (Kühner & Romagn.) P.D. Orton 1991
- Rhodophyllus sodalis Kühner & Romagn. 1953
- Rhodophyllus sodalis var. longipes Kühner 1954
- Rhodophyllus sodalis Kühner & Romagn. 1953 var. sodalis

Nazwę polską zaproponował Władysław Wojewoda w 2003 r.

## Morfologia
Kapelusz
Średnica 1,5–3 cm. Początkowo dzwonkowaty, potem kolejno wypukły, płasko-wypukły i rozpostarty, zazwyczaj z niewielką wklęsłością, lub nawet lejkowaty. Brzeg początkowo podgięty, potem wyprostowany. Jest higrofaniczny. W stanie wilgotnym przeźroczysty i prążkowany do połowy promienia, skórzasto-blado-brązowy z drobnymi, szarymi łuseczkami, szczególnie na środku. Na obrzeżu zaś wełnisto-włóknisty, lub niemal łuseczkowaty, rzadko gładki. W stanie suchym nieprzeźroczysty i nieprążkowany oraz o wiele jaśniejszy.
Blaszki
W liczbie 25–35, z międzyblaszkami (l = 1–3), średniogęste, przyrośnięte do głęboko zbiegających, brzuchate, początkowo o barwie od białej do szarej, potem różowe, w końcu brązowo-różowe. Ostrza tej samej barwy, oprószone.
Trzon
Wysokość 1–6 cm, grubość 1–4 mm, cylindryczny, czasami górą rozszerzający się, początkowo pełny, potem pusty. Powierzchnia blado szaroniebieska, z wiekiem płowiejąca i brązowawa, szczególnie górą. W górnej części czasami delikatnie oprószony, dołem nagi, błyszczący lub z drobnymi, rozproszonymi włókienkami, u podstawy biało filcowaty.
Miąższ
Cienki, tej samej barwy co powierzchnia. Smak i zapach niewyraźny, lub nieco mączny.
Cechy mikroskopijne
Zarodniki 9,5–12,5 (–14) × 7–8 μm, w widoku z boku elipsoidalne, 5–9-kątne. Podstawki 24–50 × 7,5–12,5 μm, 4–zarodnikowe, ze sprzążkami. Cheilocystydy 22-60 × (8-) 12–30 μm, szerokomaczugowate lub elipsoidalne. Strzępki skórki kapelusza ułożone promieniście, cylindryczne lub nabrzmiałe, o szerokości 10–22 μm, z końcowymi elementami o szerokości do 35 μm. Zawierają wewnątrzkomórkowy pigment. W tramie czasami występują piękne błyszczące granulki. Sprzążek brak.

## Występowanie i siedlisko
Dzwonkówka gromadna występuje w kilku krajach Europy. Jest dość rzadka, częstsza w Europie Zachodniej i Północnej. Znajduje się na liście gatunków zagrożonych w Niemczech, Danii, Holandii i Norwegii. W literaturze naukowej na terenie Polski do 2003 r. podano tylko jedno stanowisko (Pieniny, 1976). Jej rozprzestrzenienie się w Polsce i stopień zagrożenia nie są znane.
Owocniki rosną na ziemi, na słabo nawożonych łąkach, wałach przeciwpowodziowych, wydmach. Pojawiają się w niewielkich grupach od czerwca do października.